# Liste der denkmalgeschützten Objekte in Mettmach
Die Liste der denkmalgeschützten Objekte in Mettmach enthält die 6 denkmalgeschützten, unbeweglichen Objekte der Gemeinde Mettmach in Oberösterreich (Bezirk Ried im Innkreis).

## Denkmäler
| Foto |                 | Denkmal                                                          | Standort                                       | Beschreibung | Metadaten |
| ---- | --------------- | ---------------------------------------------------------------- | ---------------------------------------------- | --- | --- |
| ja   | Datei hochladen | Schloss Hub HERIS-ID: 38292 Objekt-ID: 37822                     | Hub 1 Standort KG: Hub                         | → Hauptartikel : Schloss Hueb (Mettmach) f1 | BDA-Hist.: Q2241671 Status: Bescheid Stand der BDA-Liste: 2025-06-30 Name: Schloss Hub GstNr.: 129/1 Schloss Hueb                       |
| ja   | Datei hochladen | Wirtschaftsgebäude, Schloss Hub HERIS-ID: 38293 Objekt-ID: 37823 | Hub 1a Standort KG: Hub                        | | BDA-Hist.: Q37980414 Status: Bescheid Stand der BDA-Liste: 2025-06-30 Name: Wirtschaftsgebäude, Schloss Hub GstNr.: 127                 |
| ja   | Datei hochladen | Pfarrhof HERIS-ID: 65300 Objekt-ID: 78124                        | Hofmark 12 Standort KG: Mettmach               | | BDA-Hist.: Q38109930 Status: § 2a Stand der BDA-Liste: 2025-06-30 Name: Pfarrhof GstNr.: 1600                                           |
| ja   | Datei hochladen | Friedhof HERIS-ID: 65302 Objekt-ID: 78126                        | Kirchheimer Straße 2 Standort KG: Mettmach     | | BDA-Hist.: Q38109933 Status: § 2a Stand der BDA-Liste: 2025-06-30 Name: Friedhof GstNr.: 1694                                           |
| ja   | Datei hochladen | Kath. Pfarrkirche hl. Stephan HERIS-ID: 52397 Objekt-ID: 59064   | Kirchenplatz 1 Standort KG: Mettmach           | Die dem Hl. Stephan geweihte Pfarrkirche wurde 1039 erstmals urkundlich erwähnt. Der ursprünglich gotische Sakralbau wurde 1734 und 1844 umgebaut und erweitert. Das Langhaus ist dreischiffig und vierjochig, der Chor besitzt einen 5/8 Schluss, der außen gerundet ist. An der Westseite befindet sich ein frühgotischer eingestellter Turm, das Läuthaus ist kreuzrippengewölbt. Der Kirchturm wird oben ins Achteck übergeführt, der Zwiebelhelm stammt aus dem Jahr 1791. Die Statuen Hl. Petrus und Hl. Paulus im Chor sind ein Werk von Johann Peter Schwanthaler der Ältere aus dem Jahr 1763. | BDA-Hist.: Q26207041 Status: § 2a Stand der BDA-Liste: 2025-06-30 Name: Kath. Pfarrkirche hl. Stephan GstNr.: 1610 Pfarrkirche Mettmach |
| ja   | Datei hochladen | Dorfkapelle HERIS-ID: 65315 Objekt-ID: 78139                     | bei Großenreith 2 Standort KG: Großweiffendorf | | BDA-Hist.: Q38109940 Status: § 2a Stand der BDA-Liste: 2025-06-30 Name: Dorfkapelle GstNr.: .61                                         |